# Roupala monosperma
Roupala monosperma är en tvåhjärtbladig växtart som först beskrevs av Ruiz & Pav., och fick sitt nu gällande namn av Ivan Murray Johnston. Roupala monosperma ingår i släktet Roupala och familjen Proteaceae. Utöver nominatformen finns också underarten R. m. ecuadorensis.